# Liste der Baudenkmale in Apensen
In der Liste der Baudenkmale in Apensen sind alle Baudenkmale der niedersächsischen Gemeinde Apensen aufgelistet. Die Quelle der  Baudenkmale ist der Denkmalatlas Niedersachsen. Der Stand der Liste ist der 4. November 2020.

## Allgemein
In den Spalten befinden sich folgende Informationen:
- Lage: die Adresse des Baudenkmales und die geographischen Koordinaten. Kartenansicht, um Koordinaten zu setzen. In der Kartenansicht sind Baudenkmale ohne Koordinaten mit einem roten Marker dargestellt und können in der Karte gesetzt werden. Baudenkmale ohne Bild sind mit einem blauen Marker gekennzeichnet, Baudenkmale mit Bild mit einem grünen Marker.
- Bezeichnung: Bezeichnung des Baudenkmales
- Beschreibung: die Beschreibung des Baudenkmales. Unter § 3 Abs. 2 NDSchG werden Einzeldenkmale und unter § 3 Abs. 3 NDSchG Gruppen baulicher Anlagen und deren Bestandteile ausgewiesen.
- ID: die Objekt-ID des Baudenkmales
- Bild: ein Bild des Baudenkmales, ggf. zusätzlich mit einem Link zu weiteren Fotos des Baudenkmals im Medienarchiv Wikimedia Commons. Wenn man auf das Kamerasymbol klickt, können Fotos zu Baudenkmalen aus dieser Liste hochgeladen werden:

## Apensen

### Gruppe: Kirche Apensen
Die Gruppe hat die ID 30898134. Die von Eduard Wendeburg 1909 entworfene Kirche von Apensen steht mittig auf dem alten Kirchhof, auf dem sich auch ein Gefallenendenkmal für die Opfer des Ersten und Zweiten Weltkriegs befindet.

| Lage                                       | Bezeichnung       | Beschreibung | ID       | Bild |
| ------------------------------------------ | ----------------- | --- | -------- | ---- |
| Stader Straße 2 53° 26′ 5″ N, 9° 36′ 50″ O | Kirche            | Kirche Apensen. Ein erstes, 1339 urkundlich erwähntes Gotteshaus war 1740 niedergebrannt und der Nachfolgebau musste bereits 1909 wegen Baufälligkeit abgerissen werden. Die nun entstandene, weithin sichtbare Backsteinkirche auf einem Feldsteinsockel ist nach Plänen des hannoverschen Architekten Eduard Wendebourg in Formen der Heimatschutz- und Reformarchitektur ausgeführt worden. Sowohl das Langhaus als auch der Chor sind jeweils über rechteckigem Grundriss ausgeführt und schließen mit einer Pfannendeckung ab. Das Langhaus wird durch schlichte Strebepfeiler in drei Joche gegliedert, in denen wiederum dreigeteilte, korbbogige Fenster liegen. Diese Achsen werden von den Fledermausgauben im Dach aufgenommen. In das Langhaus integriert ist der quadratische Westturm, dessen oktogonales Obergeschoss in einem schiefergedeckten Helm ausläuft. Der als Emporensaal gestaltete Innenraum wird im Mittelteil durch ein hölzernes Flachtonnengewölbe, in den schmalen Seitenteilen durch flache Balkendecken überspannt. Kontrastierend zu den verputzten Wandflächen sind die Öffnungen durch Backsteineinfassungen abgesetzt. Aus den Vorgängerbauten übernommen wurden die Kanzel (um 1640) und das Taufbecken (spätes 17. Jahrhundert). | 30901004 |      |
| Stader Straße 2 53° 26′ 4″ N, 9° 36′ 50″ O | Gefallenendenkmal | Das Gefallenendenkmal von Apensen steht südlich der Kirche. Es handelt sich um einen sandsteinernen Pfeiler mit Reliefs und dient der Erinnerung an die Gefallenen des Ersten und Zweiten Weltkriegs. | 30901028 |      |
| Stader Straße 2 53° 26′ 4″ N, 9° 36′ 50″ O | Kirchhof          | Der Kirchhof ist leicht erhöht und zur Straße mit einer Feldsteinmauer abgeschlossen. | 30901064 |      |

### Einzelbaudenkmale
| Lage                                           | Bezeichnung               | Beschreibung | ID       | Bild |
| ---------------------------------------------- | ------------------------- | --- | -------- | ---- |
| Buxtehuder Straße 27 53° 26′ 9″ N, 9° 37′ 9″ O | Rathaus                   | Großer traufständiger Vierständerbau in Fachwerk mit Backsteinausfachung unter ziegelgedecktem Satteldach. Großes Zwerchhaus in der zur Straße gerichteten südöstlichen Dachfläche, hier auch der außermittige Eingang. Massiv aufgemauerter Westgiebel. Erbaut um 1900. | 30900968 |      |
| Im Heisterbusch 8 53° 26′ 0″ N, 9° 37′ 5″ O    | Wohnhaus                  | Zweigeschossiger traufständiger Putzbau mit asymmetrischer Hauptfassade, unter pfannengedecktem Krüppelwalmdach. Erbaut als Anbau an ein älteres Wohn-/Wirtschaftsgebäude 1910 (i).                                                                                      | 30900986 |      |
| Stader Straße 5 53° 26′ 5″ N, 9° 36′ 46″ O     | Wohn-/ Wirtschaftsgebäude | Traufständiger Vierständerbau in Fachwerk mit Backsteinausfachung, unter Satteldach. Errichtet um 1900. | 30901046 |      |